# Robert Martins

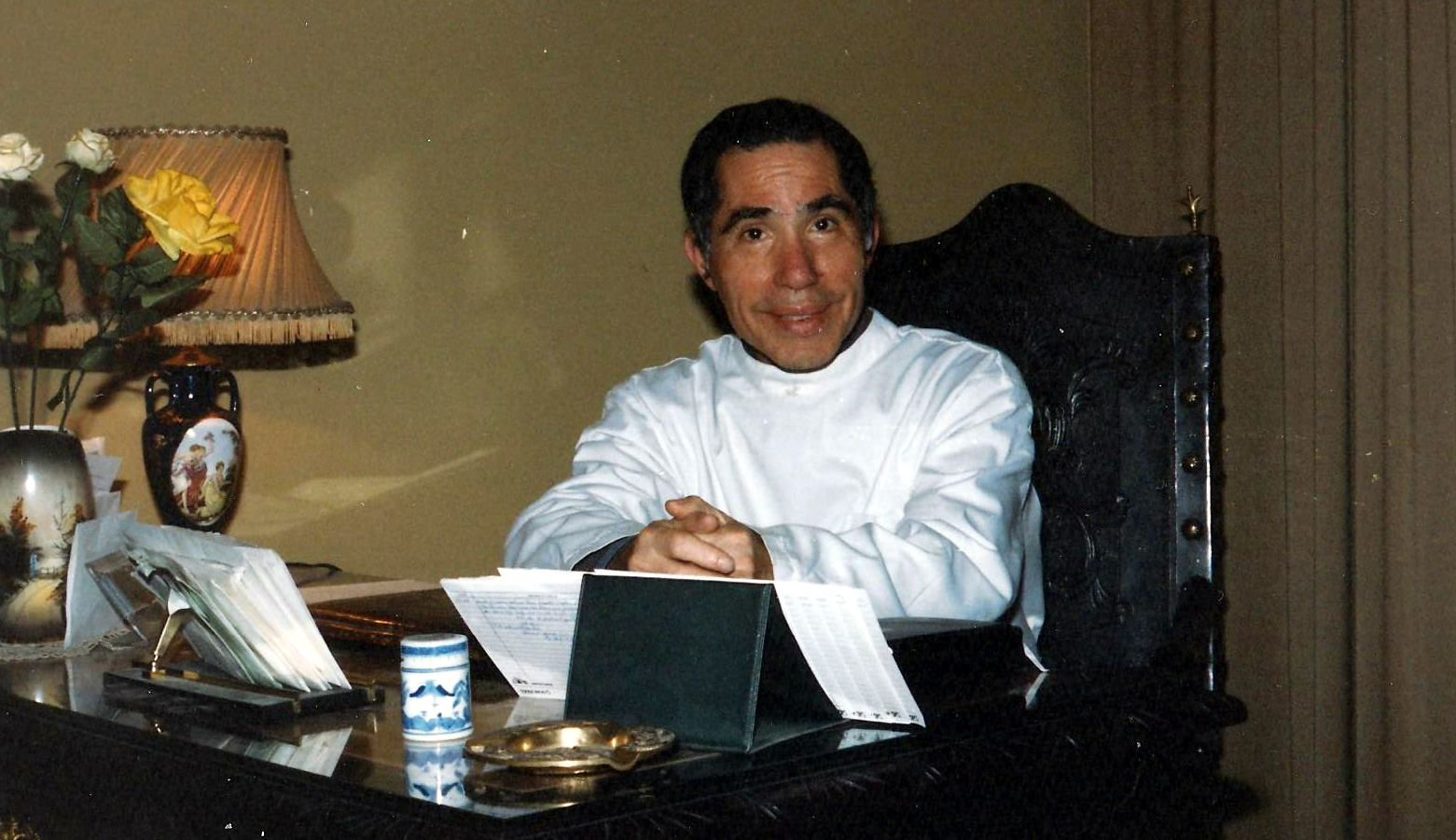
Robert Martins, em 1987.

Robert Martins (1925-2019) foi um médico reumatologista português. Distinguiu-se na sua carreira profissional como clínico e organizador, sendo habitualmente creditado como um dos fundadores da Reumatologia moderna em Portugal. No seu papel de sensibilização do público para a problemática da doença reumática foi também descrito como tendo «uma linguagem capaz de ser entendida pela audiência» não-médica. Esteve ligado ao reconhecimento desta especialidade como tal e à fundação, em 1972, da Sociedade Portuguesa de Reumatologia,:26 a que presidiu em 1977-1979,:29 e, em 1982, da  Liga Portuguesa Contra o Reumatismo:33, a que presidiu em 1982-1984 e 1987-1990;:47 redigiu o livro comemorativo 50 anos de Reumatologia em Portugal, publicado em 1998.:42 Foi ainda presidente da Conselho Regional do Sul da Ordem dos Médicos em 1978-1980, tendo colaborado com o então bastonário António Gentil Martins.